# Benzodiazyny
Benzodiazyny – grupa heterocyklicznych aromatycznych związków chemicznych o wzorze ogólnym C8H6N2 zbudowanych z układu naftalenu, w którym jeden z pierścieni zawiera dwa heteroatomy azotu. Wraz z naftyrydynami (podobnymi związkami zawierającymi po jednym atomie azotu w pierścieniu) nazywane są diazanaftalenami.

cynolina
chinazolina
chinoksalina
ftalazyna